# Gonia asiatica
Gonia asiatica är en tvåvingeart som först beskrevs av Boris Borisovitsch Rohdendorf 1928.  Gonia asiatica ingår i släktet Gonia och familjen parasitflugor. Inga underarter finns listade i Catalogue of Life.